# تکسیم (متروی استانبول)
تکسیم (انگلیسی: Taksim) یکی از ایستگاه‌های خط ام۲ و قطار کابلی اف۱ در میدان تکسیم، استانبول است.
این ایستگاه در ابتدا در سال ۲۰۰۰ به‌عنوان یکی از ایستگاه‌های خط ام۲ افتتاح شد سپس در سال ۲۰۰۶ بخش قطار کابلی ایستگاه از تکسیم تا کاتاباش نیز راه‌اندازی شد. ایستگاه تکسیم به دلیل قرار داشتن در میدان تکسیم یکی از ایستگاه‌های متروی مهم استانبول محسوب می‌شود.

## نگارخانه

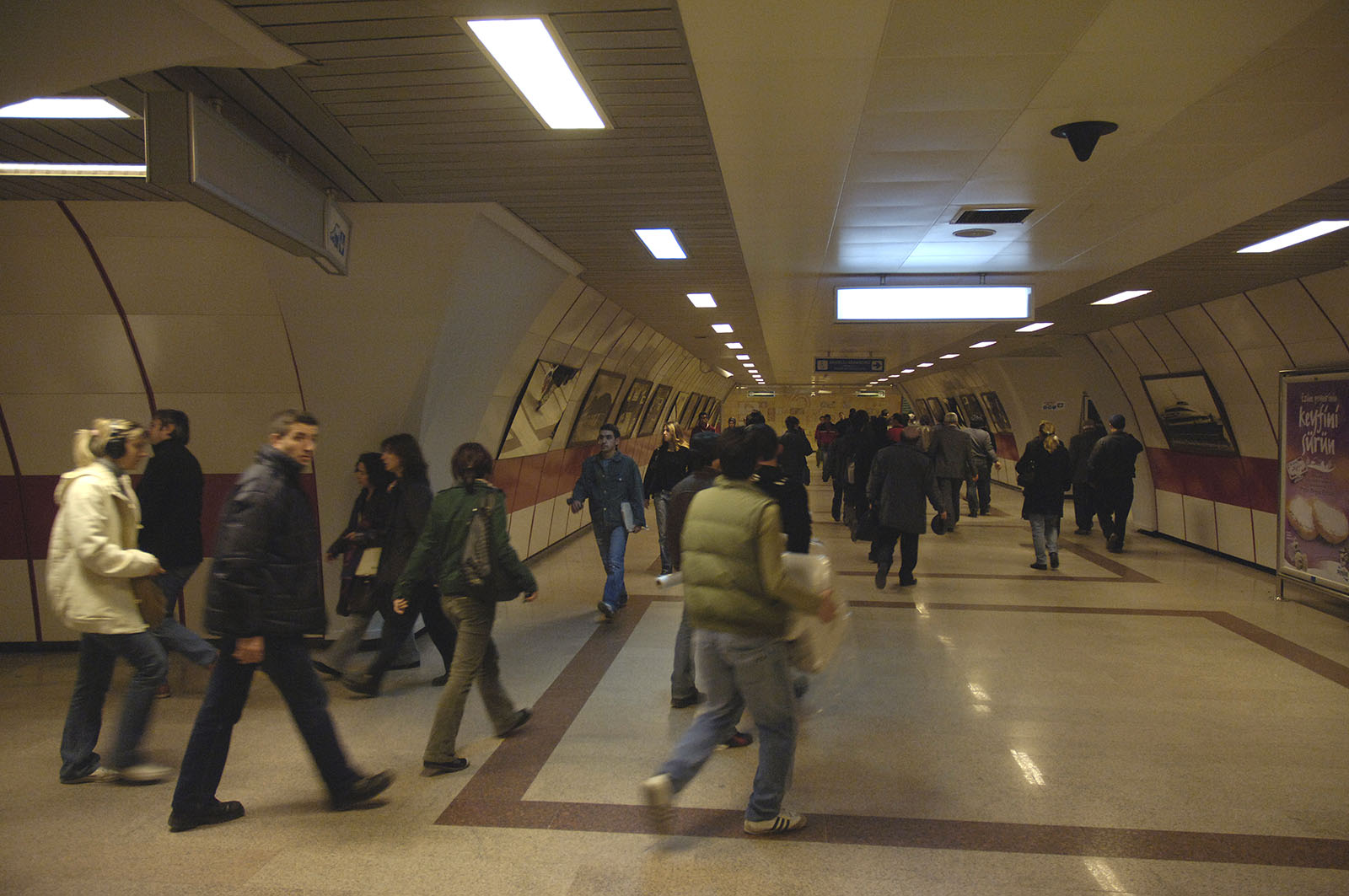
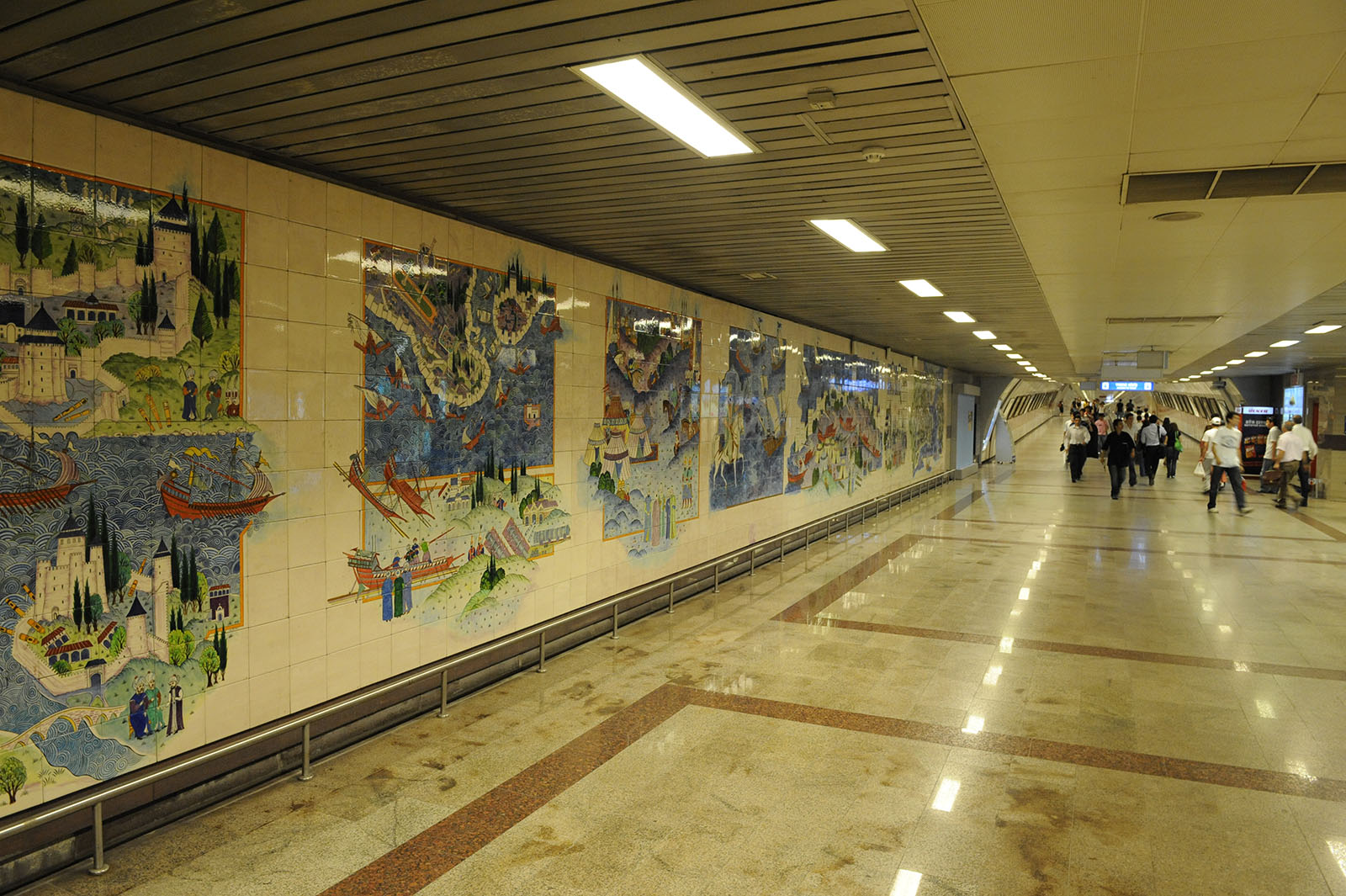
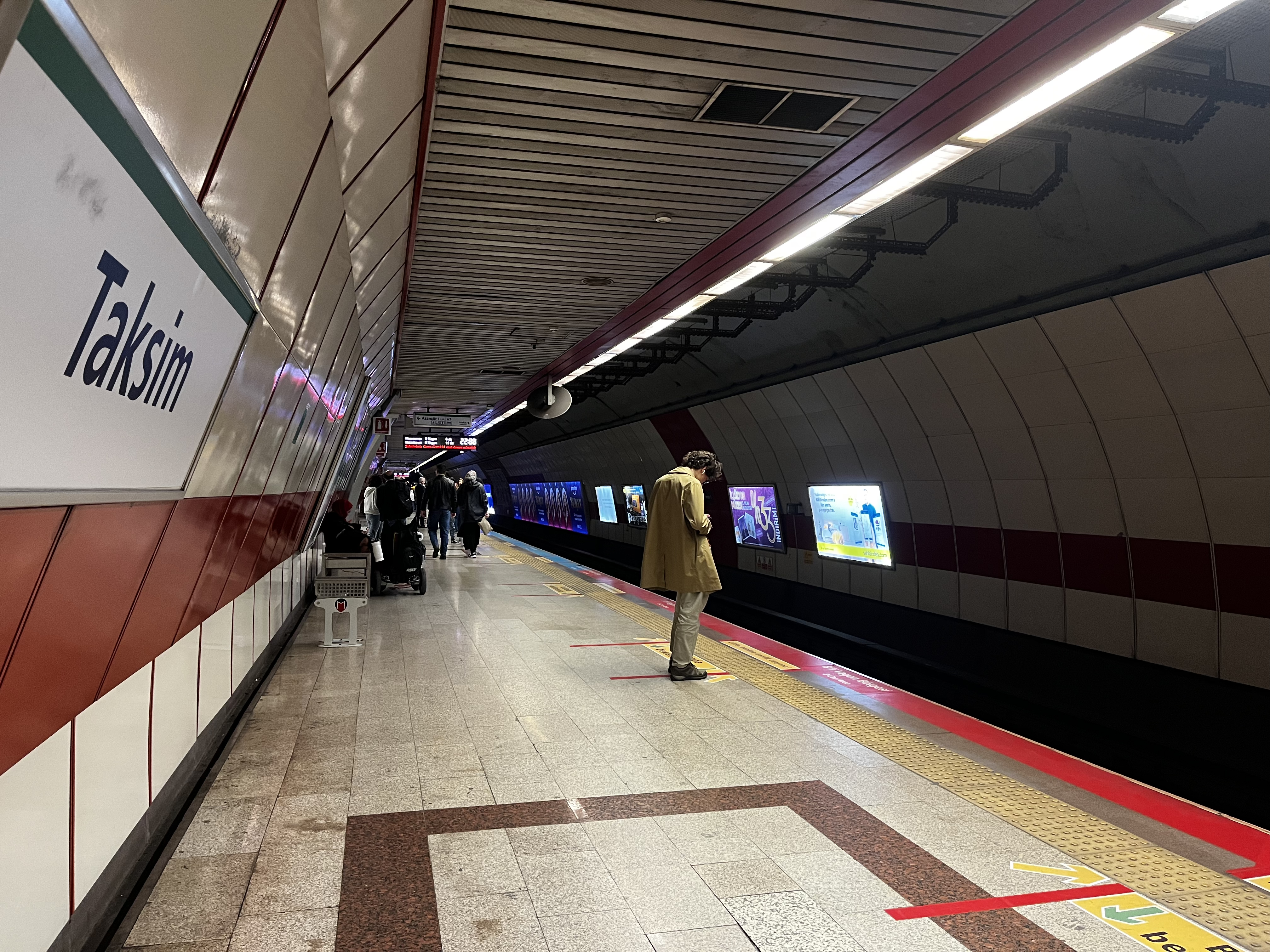
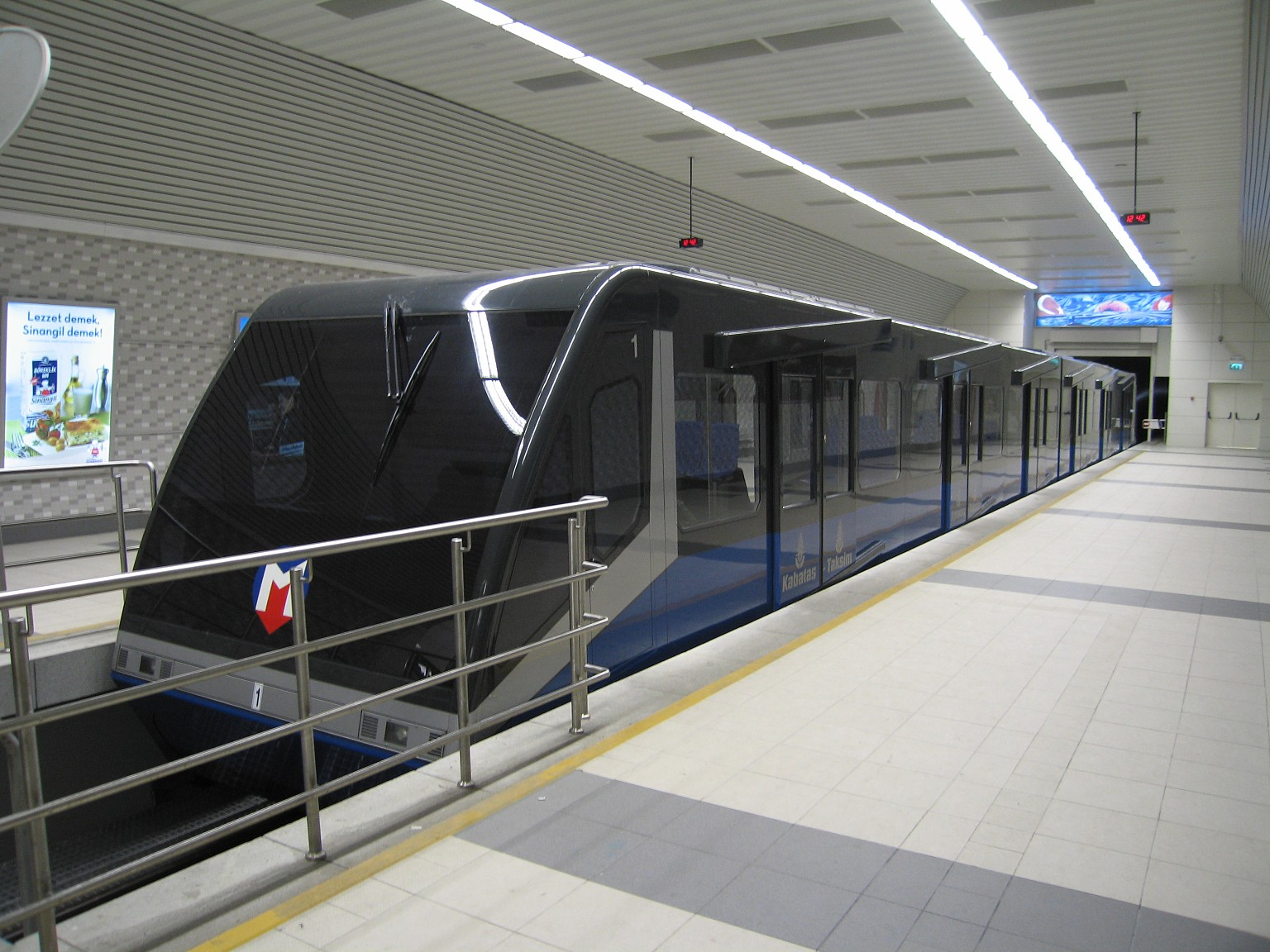
سکو قطار کابلی